# MacNamara Glacier
MacNamara Glacier är en glaciär i Antarktis. Den ligger i Västantarktis. Argentina, Chile och Storbritannien gör anspråk på området. MacNamara Glacier ligger 392 meter över havet.
Terrängen runt MacNamara Glacier är kuperad söderut, men norrut är den platt. MacNamara Glacier ligger nere i en dal. Trakten är obefolkad. Det finns inga samhällen i närheten. 